# Síndrome de regresión caudal
El síndrome de regresión caudal, o agenesia sacra (o hipoplasia del sacro), es un defecto congénito raro. Es un trastorno congénito en el que el desarrollo fetal de la parte inferior de la columna, la partición caudal de la columna, es anormal. Ocurre a una tasa de aproximadamente uno por cada 60 000 nacidos vivos.
Algunos bebés nacen con diferencias muy pequeñas en comparación con el desarrollo típico y otros tienen cambios significativos. La mayoría crece hasta convertirse en adultos típicos que tienen dificultad para caminar e incontinencia.

## Señales y síntomas
Esta condición existe en una variedad de formas, que van desde la ausencia parcial de las regiones del coxis de la columna hasta la ausencia de las vértebras inferiores, la pelvis y partes de las áreas torácica y/o lumbar de la columna. En algunos casos, donde solo falta una pequeña parte de la columna, es posible que no haya signos externos de la afección. En los casos en que faltan áreas más sustanciales de la columna, puede haber extremidades inferiores fusionadas, palmeadas o más pequeñas y parálisis. El control de los intestinos y la vejiga suele verse afectado. 

## Causa

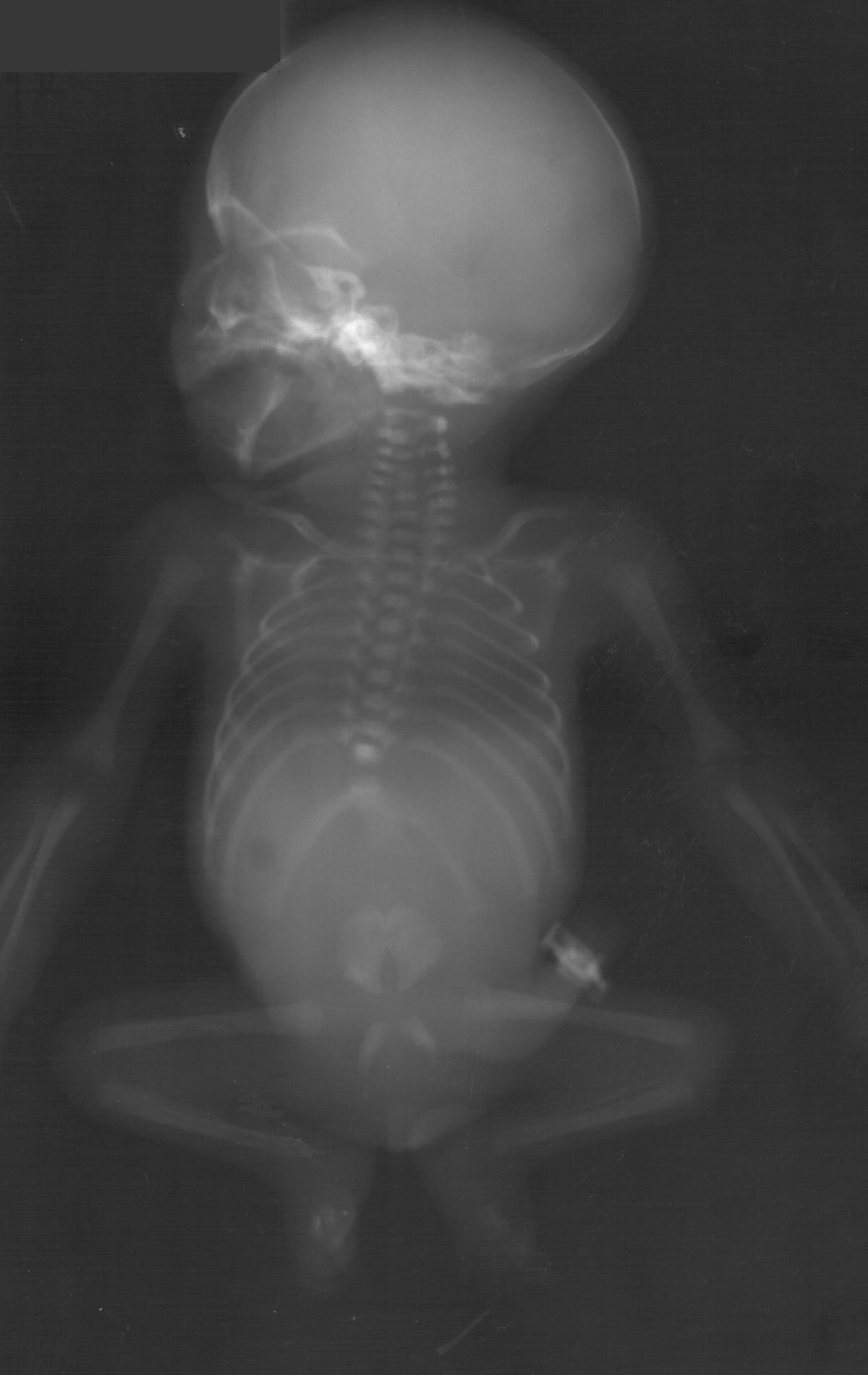
Vista radiográfica anteroposterior, que muestra costillas faltantes, vértebras lumbosacras ausentes, pelvis hipoplásica y posición "similar a rana" de las extremidades inferiores

La condición surge de algún factor o conjunto de factores presentes durante aproximadamente la semana 3 a la semana 7 de desarrollo fetal. La formación del sacro/espalda baja y el sistema nervioso correspondiente suele estar casi completa en la cuarta semana de desarrollo. Debido a la gastrulación anormal, se altera la migración del mesodermo. Esta alteración da como resultado síntomas que varían desde lesiones menores de las vértebras inferiores hasta síntomas más graves, como la fusión completa de las extremidades inferiores. Si bien se desconoce la causa exacta, se ha especulado que la condición tiene una combinación de causas ambientales y genéticas, y que varios tipos de la condición pueden tener diferentes causas. 
El síndrome de agenesia sacra (un tipo de síndrome de regresión caudal que implica agenesia de la columna lumbar, el sacro y el cóccix, e hipoplasia de las extremidades inferiores) es una anomalía congénita bien establecida asociada con la diabetes mellitus materna. Es de suponer que intervienen otras causas, como lo demuestra la rara incidencia general del síndrome de regresión caudal (1:60 000) en comparación con la diabetes; sin embargo, la afección tiene una incidencia mucho mayor entre los bebés nacidos de madres con diabetes, que se estima en 1 de cada 350 recién nacidos de madres con diabetes.
La agenesia sacra hereditaria dominante (también conocida como síndrome de Currarino) muy a menudo se correlaciona con una mutación en el gen Hb9, también llamado HlxB9, mostrado por Sally Ann Lynch, 1995, Nature Genetics. 
Anteriormente se pensaba que estaba relacionado con la sirenomelia o "síndrome de la sirena", pero ahora se ha determinado que no está relacionado con esta afección.

## Pronóstico
Hay cuatro niveles o tipos de malformación. El menos severo indica deformación parcial (unilateral) del sacro. El segundo nivel indica una deformación bilateral (uniforme). Los tipos más severos implican una ausencia total del sacro. 
Dependiendo del tipo de agenesia sacra, pueden presentarse deficiencias intestinales o de la vejiga urinaria. Una colostomía permanente puede ser necesaria en el caso de ano imperforado. La incontinencia también puede requerir la utilización de algún tipo de sistema de control de la continencia, por ejemplo autosondaje. La condición a menudo afecta la formación de las rodillas, las piernas o los pies que a veces se aborda mediante cirugía. Para algunas personas con rodillas flexionadas o bien entrelazadas, o rodillas fusionadas, la cirugía de desarticulación de la rodilla puede ser una opción viable para maximizar las opciones de movilidad. 
Antes de que se dispusiera de un tratamiento médico más integral, a menudo se realizaba la amputación completa de las piernas a la altura de la cadera. Más recientemente, la amputación (en realidad una desarticulación porque no se trata de cortar el hueso) se realiza en la rodilla para aquellos que tienen posiciones de rodilla dobladas y membranas entre el muslo y la pantorrilla para permitir una mayor facilidad de movilidad y un mejor asiento. Algunos niños con desarticulación de rodilla usan piernas ortopédicas para caminar. Las prótesis para niños sin un control sustancial de la cadera y el tronco generalmente se abandonan en favor de una movilidad en silla de ruedas más rápida y fácil a medida que aumenta el peso y la edad del niño. Los niños pueden caminar sobre sus manos y, por lo general, pueden trepar y moverse para lograr cualquier cosa que necesiten y quieran lograr. Los niños más levemente afectados pueden tener una marcha normal y no necesitan dispositivos de asistencia para caminar. Otros pueden caminar con aparatos ortopédicos o muletas. 
Por lo general, no hay deterioro cognitivo asociado con esta discapacidad. Los adultos con esta discapacidad viven de forma independiente, asisten a la universidad y tienen carreras en varios campos. En 2012, Spencer West, un hombre con agenesia del sacro y ambas piernas amputadas, escaló el monte Kilimanjaro usando solo sus manos. En 2021, el atleta Zion Clark rompió el récord mundial Guinness de 20 m corriendo con las manos.

## Sociedad y cultura

### Personalidades notables
- Zion Clark, atleta de pista y luchador estadounidense, poseedor del récord mundial Guinness 2022 (carrera de manos de 20 m en 4,78 segundos)
- Rebecca Dubber, para nadadora de Nueva Zelanda y medallista de bronce en los Juegos Paralímpicos de Río 2016
- Kenny Easterday interpretó una versión ficticia de sí mismo en la película Kenny .
- Johnny Eck, artista de espectáculos de monstruos estadounidense
- Kurt Fearnley, corredor australiano en silla de ruedas
- Chloé Cooper Jones, filósofa y autora estadounidense
- Bobby Martín, futbolista estadounidense
- Kevin McKee, dos veces campeón olímpico y dos veces campeón mundial de hockey sobre trineo
- Sainimili Naivalu, medallista de tenis de mesa en silla de ruedas de Fiji y activista por los derechos de las personas con discapacidad
- Victoria Pendergast, primera esquiadora sentada australiana en los Juegos Paralímpicos de Invierno
- Jessica Rogers, nadadora y corredora de sillas de ruedas estadounidense, fundadora y presidenta de iSACRA (Asociación Internacional del Síndrome de Regresión Caudal)
- Rose Siggins, actriz ( American Horror Story: Freak Show )[12]
- Spencer West, alpinista, "El hombre sube al monte Kilimanjaro con las manos". ABC Noticias. 22 de junio de 2012.
- Ghanim Al Muftah,[13] empresario catarí, abrió la ceremonia del Mundial 2022 junto con Morgan Freeman.